# Oak Forest (Illinois)
Oak Forest es una ciudad ubicada en el condado de Cook en el estado estadounidense de Illinois. En el Censo de 2020 tenía una población de 27,478 habitantes y una densidad poblacional de 1.761,94 personas por km².

## Geografía
Oak Forest se encuentra ubicada en las coordenadas 41°36′20″N 87°45′13″O / 41.60556, -87.75361. Según la Oficina del Censo de los Estados Unidos, Oak Forest tiene una superficie total de 15.54 km², de la cual 15.42 km² corresponden a tierra firme y (0.8%) 0.12 km² es agua.

## Demografía
Según el censo de 2010, había 27962 personas residiendo en Oak Forest. La densidad de población era de 1.799,36 hab./km². De los 27962 habitantes, Oak Forest estaba compuesto por el 83.43% blancos, el 4.53% eran afroamericanos, el 0.2% eran amerindios, el 3.86% eran asiáticos, el 0.01% eran isleños del Pacífico, el 5.68% eran de otras razas y el 2.28% pertenecían a dos o más razas. Del total de la población el 13.42% eran hispanos o latinos de cualquier raza.